# يمنجلنسك
يِمَنْجَلِنْسك (بالروسية: Еманжелинск) هي إحدى مدن روسيا في الكيان الفدرالي الروسي . بلغ عدد سكانها حوالي 30,216 نسمة في 2010.

## من أعلام المدينة
- إيرينا شايك (عارضة أزياء).
- إيفجيني بارييف (لاعب شطرنج وأستاذ كبير).